# 건무 (남제)
건무(建武, 494년 10월 ~ 498년 4월)는 남제(南齊) 명제(明帝) 소란(蕭鸞)의 첫번째 연호이다. 3년 7개월 동안 사용하였다. 

## 개원
- 연흥(延興) 원년 10월 22일[1](494년 12월 5일)에 연호를 건무(建武)로 개원함.[2][3][4][5]

- 건무(建武) 5년 4월 3일[6](498년 5월 9일)에 연호를 영태(永泰)로 개원함.[2][3][7][5]

## 연대 대조표
| 건무        | 원년            | 2년        | 3년        | 4년        | 5년        |
| 서기        | 494년           | 495년      | 496년      | 497년      | 498년      |
| 간지        | 갑술(甲戌)      | 을해(乙亥) | 병자(丙子) | 정축(丁丑) | 무인(戊寅) |
| 북위 (北魏) | 태화(太和) 18년 | 19년       | 20년       | 21년       | 22년       |

## 동시대 연호

### 중국
북위(北魏)
- 태화(太和) (477년 ~ 500년)

고창국(高昌國)
- 건초(建初) (489년 ~ 496년)

### 몽골
유연(柔然)
- 태안(太安) (492년 ~ 505년)

## 같이 보기
- 다른 왕조의 같은 연호
  - 후한(後漢) 건무(建武, 25년 ~ 56년)
  - 서진(西晉) 건무(建武, 304년)
  - 동진(東晉) 건무(建武, 317년 ~ 318년)
  - 후조(後趙) 건무(建武, 335년 ~ 348년)
  - 서연(西燕) 건무(建武, 386년)
  - 일본(日本) 겐무(建武, 1334년 ~ 1338년)

- 중국의 연호